# Emamzade Bagher
Emamzade Bagher (perski: امامزاده باقر) – wieś w Iranie, w ostanie Teheran. W 2006 roku miejscowość liczyła 722 mieszkańców w 173 rodzinach.